# Кременецкий городской совет
Кременецкий городской совет (укр. Кременецька міська рада) — входит в состав
Кременецкого района
Тернопольской области
Украины.
Административный центр городского совета находится в 
г. Кременец.

## Населённые пункты совета
- г. Кременец